# Poverty’s No Crime
Poverty’s No Crime ist eine deutsche Progressive-Metal-Band aus Twistringen, die im Jahr 1991 gegründet wurde.

## Geschichte
Die Band wurde im Jahr 1991 von Sänger und Gitarrist Volker Walsemann, Gitarrist Marco Ahrens, Bassist Christian Scheele, Keyboarder Marcello Maniscalco und Schlagzeuger Andreas Tegeler gegründet. In den Jahren 1993 und 1994 folgten mit My Favourite Delusion und Perfect Wings die ersten beiden Demos. Im Jahr 1992 gewann die Band das Newcomer Rockfestival, das vom Radiosender Ffn veranstaltet wurde. Danach folgten Auftritte, sodass die Band unter anderem als Vorband für Gruppen wie Depressive Age und Waltari spielte. Mitte der 1990er-Jahre erreichte die Band einen Vertrag mit dem Berliner Label Noise Records. Ihr Debütalbum "Symbiosis" nahm die Band in den T&T-Studios in Gelsenkirchen mit Produzent John McGowan auf. Das Album wurde im Frühling 1995 veröffentlicht. Nach der Veröffentlichung begann die Band bereits mit den Arbeiten zu The Autumn Years, das im Frühling 1996 veröffentlicht wurde. Danach folgten Auftritte in Europa zusammen mit Victory, Virgin Steele und Angra. Trotz der zahlreichen Auftritte trennte sich Noise Records von der Band, sodass die Gruppe zunächst wieder ohne Unterstützung eines Labels war. Danach folgten weitere Auftritte, unter anderem mit Skyclad.
Ab Januar 1997 begann die Band mit dem Schreiben von neuen Stücken und erreichte zudem einen Vertrag mit InsideOut Music, worüber im selben Jahr das Album Slave To The Mind veröffentlicht wurde. Gegen Ende des Jahres änderte sich die Besetzung der Band stark, da Keyboarder Marcello Maniscalco und Bassist Christian Scheele die Band verließen. Die Band schrieb dennoch weiter an neuen Liedern und begab sich ins Studio, um das Album One In a Million aufzunehmen. Kurz vor den Aufnahmen kam mit Jörg Springub ein neuer Keyboarder zur Band. Das Album wurde im Juni 2001 veröffentlicht. Kurz nach der Veröffentlichung kam Bassist Heiko Spaarmann zur Besetzung. Es folgten Auftritte zusammen mit Vanden Plas, Zero Hour, Pain of Salvation und Anathema.
Nach zwei Jahren begab sich die Band in das Soundgarten Studio, um ein neues Album aufzunehmen, das Ende Oktober 2001 unter dem Namen The Chemical Chaos in Europa und Nordamerika veröffentlicht wurde.
Das Album Save My Soul wurde im Jahr 2007 über InsideOut Music veröffentlicht.
Nach langer Pause hat die Band sich Ende April 2016 mit ihrem siebten regulären Album Spiral of Fear zurückgemeldet.

## Stil
Die Band spielt besonders melodischen Progressive Metal, wobei auch Einflüsse aus dem Hard Rock hörbar sind. Die Musik ist vergleichbar zu den Werken von Bands wie Dream Theater und Threshold.

## Diskografie

### Alben
- 1995: Symbiosis (Noise Records)
- 1996: The Autumn Years (Noise Records)
- 1999: Slave to the Mind (InsideOut Music)
- 2001: One in a Million (InsideOut Music)
- 2003: The Chemical Chaos (InsideOut Music)
- 2007: Save My Soul (InsideOut Music)
- 2016: Spiral of Fear (Metalville)
- 2021: A Secret to Hide (Metalville)

### Demos
- 1993: My Favourite Delusion (1993)
- 1994: Perfect Wings (1994)